# Гребля (Закарпатская область)
Гре́бля (укр. Гребля) — село в Заречанской сельской общине Хустского района Закарпатской области Украины.
Почтовый индекс — 90140. Телефонный код — 3144. Занимает площадь 3,948 км². Код КОАТУУ — 2121982401.

## Население
Население по переписи 2001 года составляло 1312 человека.

### Языковой состав
Родной язык населения по данным переписи 2001 года:
| Язык       | Численность, чел. | Доля     |
| ---------- | ----------------- | -------- |
| Украинский | 1 307             | 99,62 %  |
| Другое     | 5                 | 0,38 %   |
| Итого      | 1 312             | 100,00 % |